# Simple Scan
Simple Scan (англ. simple scan — простое сканирование) — компьютерная программа для работы со сканерами. Является графическим интерфейсом для программы SANE.

## Описание
Simple Scan используется в дистрибутиве Linux Ubuntu в качестве программы для сканирования изображений по умолчанию, а также рекомендуется проектом среды рабочего стола GNOME. Соответствуя своему названию, программа предоставляет базовый набор функций и настроек для сканирования.